# Earl of Clonmell
Earl of Clonmell war ein erblicher britischer Adelstitel in der Peerage of Ireland.

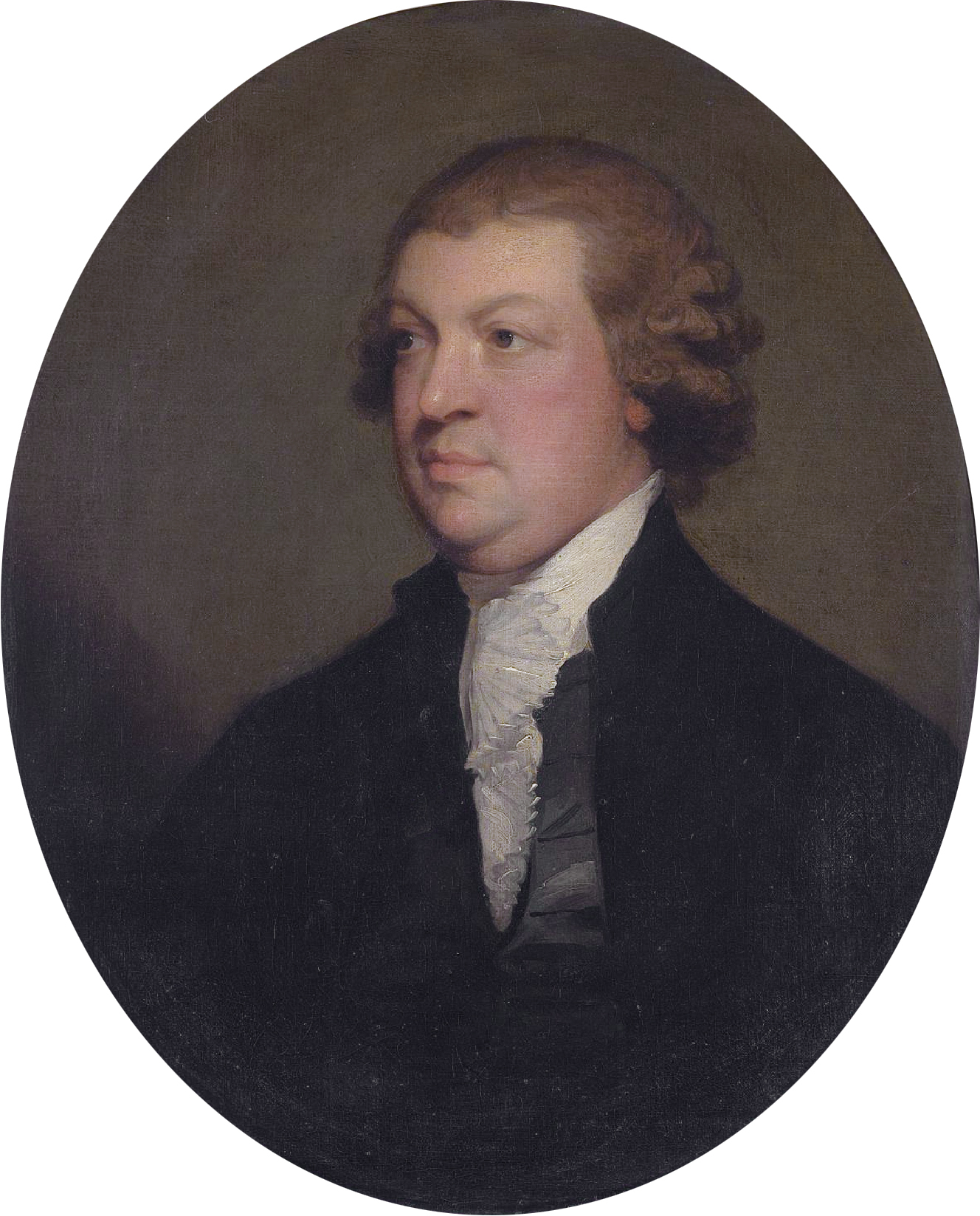
John Scott, 1. Earl of Clonmell

Der Titel wurde am 6. Dezember 1793 für den Lord Chief Justice of the King’s Bench for Ireland, John Scott, 1. Viscount Clonmell, vom Clan Scott geschaffen. Bereits am 18. August 1789 war ihm der Titel Viscount Clonmell und am 20. Mai 1784 der Titel Baron Earlsfort, of Lisson Earl in the County of Tipperary, verliehen worden. Alle drei Titel erloschen beim Tod des 8. Earls am 16. Januar 1935.

## Earls of Clonmell (1793)
- John Scott, 1. Earl of Clonmell (1739–1798)
- Thomas Scott, 2. Earl of Clonmell (1783–1838)
- John Scott, 3. Earl of Clonmell (1817–1866)
- John Scott, 4. Earl of Clonmell (1839–1891)
- Thomas Scott, 5. Earl of Clonmell (1840–1896)
- Beauchamp Scott, 6. Earl of Clonmell (1847–1898)
- Rupert Scott, 7. Earl of Clonmell (1877–1928)
- Dudley Scott, 8. Earl of Clonmell (1853–1935)